# 弗拉斯卡罗
弗拉斯卡罗（義大利語：Frascaro），是意大利亚历山德里亚省的一个市镇。总面积5.26平方公里，人口478人，人口密度90.9人/平方公里（2009年）。ISTAT代码为006071。